# Стужень (село)
Стужень — село в Мантуровском районе Курской области. Входит в состав Ястребовского сельсовета.

## География
Стужень находится в восточной части Мантуровского района, в 30 км к северо-западу от Старого Оскола и в 21 км к северу от Губкина. Через село протекает река Оскол.
Расстояние до областного центра составляет 115 км, до райцентра Мантурово — 38 км.

## Население
| 2002 | 2010 |
| ---- | ---- |
| 481  | ↘315 |

## Церковь Рождества Христова
В селе находится Церковь Рождества Христова, построенная в 1879 году. На сегодняшний день не действует.

## Известные уроженцы
- Воейков, Николай Иванович (30 ноября 1901 — 4 мая 1974) — советский военный деятель, генерал-майор танковых войск (1941 год).
- Горбунов, Иван Михайлович (1915—1953) — лётчик-ас, подполковник Советской Армии, участник Великой Отечественной и Корейской войн, Герой Советского Союза (1943).